# علي سوزاين
علي سوزاين مواليد 10 نوفمبر 1969 في ماليه، هو مدرب ولاعب كرة قدم مالديفي سابق.

## إنجازات

### مساعد مدرب

#### نادي فيكتوري
- كأس الكؤوس: 2002, 2006[2]
- دوري ماليه: 2003, 2006
- الدوري الديفيهي: 2007[2]
- البطولة الوطنية: 2002, 2003, 2005, 2006

### مدرب

#### نادي فيكتوري
- كأس مالديف: 2009,[3] 2010
- كأس رئيس الدولة: 2009, 2011

#### مازيا
- دوري جزر المالديف لكرة القدم: 2016
- كأس رئيس الدولة: 2015
- كأس مالديف: 2014
- الدرع الخيرية: 2015, 2016